# Жупаранан
Жупарана́н (порт. Lagoa Juparanã) — озеро в штате Эспириту-Санту на юго-востоке Бразилии. Относится к бассейну реки Риу-Доси. Крупнейшее по объёму пресное озеро Бразилии.
На языке тупи название озера означает «море пресной воды».
Жупаранан разливается в долине нижнего течения реки Сан-Жозе. Представляет собой мезотрофное озеро с тенденцией к эвтрофикации из-за антропогенной нагрузки. Площадь — 63 км². Акватория озера вытянута в направлении северо-запад — юго-восток на 26 км, шириной до 5,5 км. Площадь водосборного бассейна — 2406 км². Сток из озера идёт на юг через протоку Риу-Пекену в нижнее течение реки Риу-Доси.